# بيت الصلاحي (ذي السفال)

تعديل مصدري - تعديل

بيت الصلاحي محلة تابعة لقرية الوادي، التابعة لعزلة العنسيين بمديرية ذي السفال إحدى مديريات محافظة إب في الجمهورية اليمنية، بلغ تعداد سكانها 119 حسب تعداد اليمن لعام 2004.